# Abbandono degli animali
L'abbandono degli animali è l'intenzionale allontanamento di un animale domestico o d'affezione del quale si sia responsabili. L'animale viene in genere liberato in luoghi dai quali si prevede non possa riavvicinarsi all'abitazione in cui era tenuto.

## Normativa
L'abbandono, quando non fonte di incidenti stradali , può portare al randagismo ed alla conversione dell'animale alla vita selvatica. La pratica è ritenuta riprovevole e pericolosa da quote rilevanti di popolazione, in particolare da associazioni e movimenti animalisti, e negli ultimi anni si sono allestite strutture pubbliche (in genere locali) con compiti di sensibilizzazione e prevenzione del fenomeno, le proporzioni del quale sono stimate di stringente rilievo.
L'abbandono non riguarda solo i cani ed i gatti, ma di recente ha colpito sensibilmente anche specie cosiddette esotiche (specie alloctone naturalizzate), la cui detenzione era stata sottoposta a regolamentazione severa comprendente il divieto di detenzione di talune specie e l'obbligo di denuncia di altre invece consentite. Anche al di là dei picchi di abbandono registrati subito dopo la regolamentazione, però, le specie esotiche sono anch'esse interessate dal fenomeno. Molti rettili sono abbandonati in giardini e parchi pubblici, o nei corsi d'acqua, e ciò può causare conseguenze negative alla fauna selvatica locale.
In Italia l'abbandono è vietato i sensi dell'art. 727 del codice penale, che al primo comma recita: "Chiunque abbandona animali domestici o che abbiano acquisito abitudini della cattività è punito con l'arresto fino ad un anno o con l'ammenda da 1.000 a 10.000 euro.". La ratio legis per questa norma è stata rinvenuta da parte della dottrina nella tutela del sentimento umano, che è offeso dal maltrattamento o abbandono degli animali, e dal Consiglio di Stato nella diretta tutela, «adeguata all'evoluzione dei costumi e delle istanze sociali», degli animali «da forme di maltrattamento, abbandono ed uccisioni gratuite in quanto esseri viventi capaci di reagire agli stimoli del dolore». La Dichiarazione universale dei diritti dell'animale sancisce all'art. 6 che «L'abbandono di un animale è un atto crudele e degradante».
Inoltre, secondo il Ministero della Salute italiano, «chi abbandona un cane, dunque, non solo commette un illecito penale (Legge 20 luglio 2004, n. 189), ma potrebbe rendersi responsabile di omicidio colposo», quando gli animali abbandonati provocassero incidenti stradali mortali. Lo stesso dicastero, a proposito delle ragioni dell'abbandono, esorta ad una più accorta gestione della fertilità dei propri animali d'affezione, cioè ad «operare un'attenta gestione della vita riproduttiva del proprio animale, per non incrementare il numero degli abbandoni determinati da cucciolate indesiderate e di difficile collocazione».
Contro l'abbandono degli animali sono periodicamente realizzate campagne informative e di sensibilizzazione pubbliche o di associazioni e movimenti.
Numerose le campagne contro l'abbandono, nel 2024 in Italia diviene noto "Sfondo Giallo" il primo corto animato patrocinato da ENPA e ideato da Stefano Tiranti. Musica e animazione sono pensati appositamente per narrare una storia dove il punto focale sarà la sensibilizzazione e la documentazione delle condizioni che vivono tutti gli animali abbandonati. 

## Testi normativi
- Legge 20 luglio 2004, n. 189 - Disposizioni concernenti il divieto di maltrattamento degli animali, nonché di impiego degli stessi in combattimenti clandestini o competizioni non autorizzate
- Codice penale - Libro III - Titolo I